# Marek Szemoński
Marek Szemoński (ur. 14 lipca 1976 roku w Zabrzu) – polski piłkarz, grający na pozycji napastnika.
Szemoński jest wychowankiem Górnika Zabrze, w barwach którego debiutował w I lidze w wieku 18 lat, w pierwszym sezonie zdobywając w 13 meczach 2 gole. W następnych latach grał w Widzewie Łódź, Lechu Poznań, ponownie Górniku i Widzewie, Szczakowiance Jaworzno, Przyszłości Ciochowice, Polonii Bytom, Tempie Paniówki oraz Tęczy Wielowieś.